# Mosquée Namozgokh
La mosquée Namozgokh est une musalla, un espace de prière destiné aux offices pendant les fêtes telle celle de la cessation du jeûne après le ramadan. Elle se trouve au sud-ouest de la ville de Boukhara. Le mot Namozgokh désigne un lieu où le hamaz, les cinq prières canoniques de la journée, peut être accompli par le musulman,.
Il semble que cette mosquée Namozgokh ait été construit au IXe siècle, en 1119-1120, sous le règne des Samanides. C'est l'un des rares témoins architecturaux de l'époque pré-mongole. Mais sa galerie à colonnades et les mosaïques polychromes du portail ont été ajoutées au XVIe siècle.
Actuellement le rôle de la mosquée Namozgokh a perdu de son importance initiale. Dans l'oblast de Boukhara son rôle est joué par le complexe Bakha ad-Din, et le mausolée Kassim-Cheik à Karmana.

## Histoire

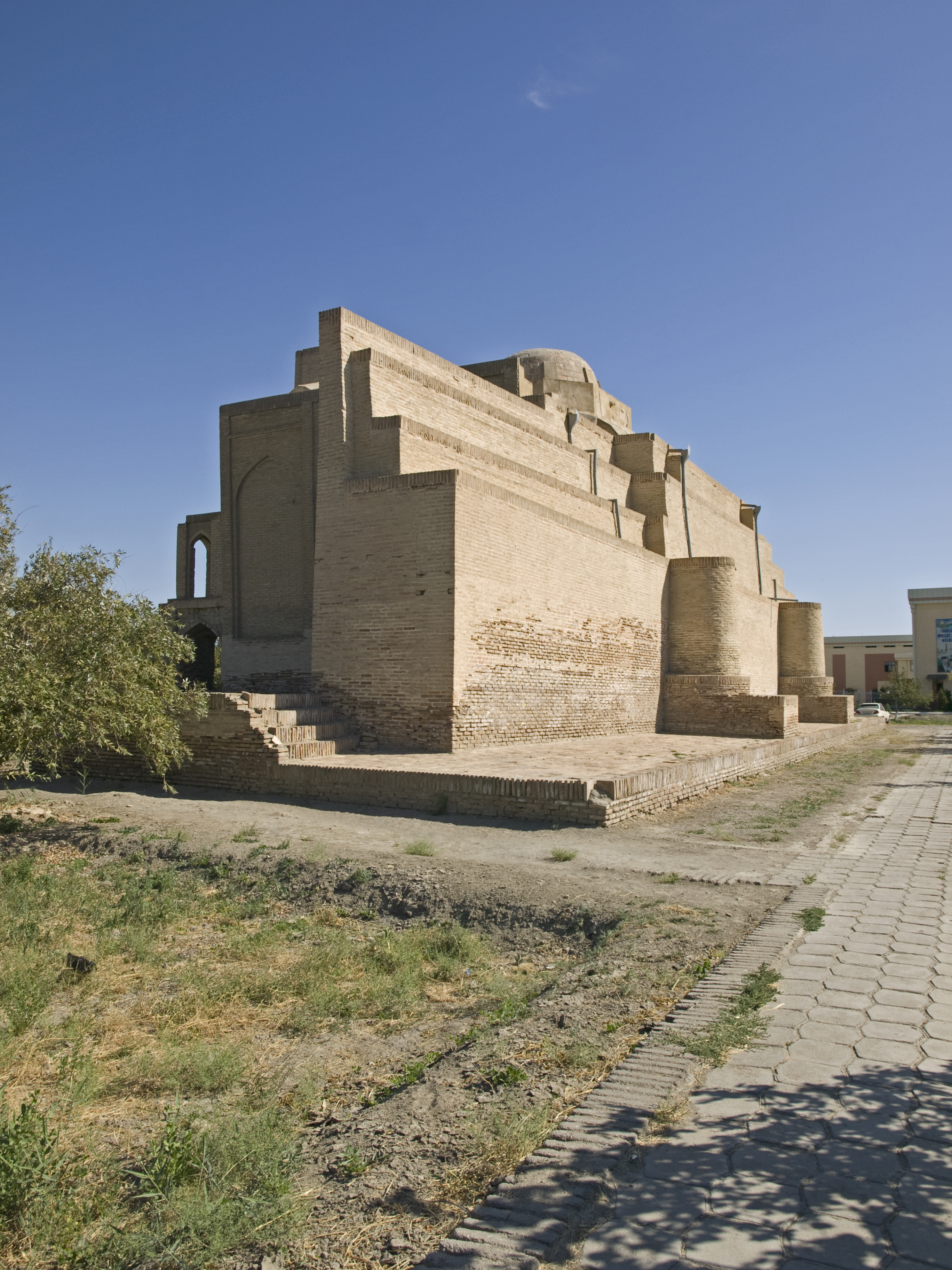
Boukhara Mosquée Namozgokh.

Après la conquête islamique, les prières de fête à Boukhara se déroulaient sur la place du Régistan, mais au IXe siècle la place est devenue trop étroite et la mosquée Namozgokh a été édifiée en dehors de la ville, à environ trois kilomètres du centre de celle-ci. C'est là qu'elle se trouvait au XIIe siècle, lorsque Arslan-khan (ru) (1110-1130) ordonna aux habitants de Boukhara de ne pas s'éloigner trop de la ville pour ne pas affaiblir les capacités de défense de Boukhara. Dès lors le jardin Shamsabad a été acheté et dans les années 1119—1120 la mosquée Namozgokh a été construite sous forme d'un mur de briques cuites d'une longueur de 38 mètres. Dans le mur était inclus un mihrab, la niche qui indique la direction de La Mecque avec plusieurs arcs sur le côté. Namozgokh a été légèrement transformé au XIIIe siècle et au XVe siècle. Au XVIIe siècle la mosquée a repris la composition monumentale de l'iwan : une galerie à trois travée avec un dôme au centre et un portique. En même temps l'ancien minbar en bois (une chaire de vérité du haut duquel l'imam prononce son khutba ou sermon le vendredi) a été remplacé par un minbar en brique. Au XVIe siècle, les murs ont été recouverts de terre cuite. Le mihrab est de la mosquée est richement décoré de sculptures d'albâtre et de mosaïque, disposées sous forme de citations de motifs géométriques et d'inscriptions en alphabet arabe ornementé.
Quand il a pris Boukhara en 1220, c'est depuis cette mosquée que Gengis Khan proclama : « Si vous ne vous étiez pas empêtré dans le péché, Dieu ne vous aurait pas envoyé une châtiment tel que moi ».